# Рябенький, Виктор Соломонович
Виктор Соломонович Рябенький (20 марта 1923, Москва — 22 февраля 2018) — российский и советский математик, доктор физико-математических наук (1970), профессор МФТИ, главный научный сотрудник ИПМ РАН. Заслуженный деятель науки РФ (2005). Лауреат премии имени И. Г. Петровского (2007).

## Научная деятельность
К основным научным достижениям В. С. Рябенького относятся:
- введение понятия устойчивости разностной схемы (совместно с А. Ф. Филипповым) и доказательство фундаментального факта, что из аппроксимации и устойчивости следует сходимость (теорема Филиппова-Рябенького).[1][2] Книга В. С. Рябенького и А. Ф. Филиппова «Об устойчивости разностных уравнений» (1956) является первой в мире монографией об устойчивости разностных схем.[3]
- создание и развитие метода разностных потенциалов, применяемого для решения широких классов задач, для которых применение традиционных методов затруднено.[3]
- введение понятие спектра семейства разностных операторов и создание спектральной теории устойчивости несамосопряженных разностных уравнений (совместно с С. К. Годуновым).[4]

## Биография
Родился в семье учёного-химика Соломона Абрамовича Рябенького (1898, Гомель — 1938, Москва) и Берты Павловны Шнаппер. Брат — кандидат технических наук Сталь Соломонович Рябенький. Отец, директор научно-исследовательского института № 2 Наркомата оборонной промышленности СССР, был арестован и расстрелян 2 апреля 1938 года.
В 1940 году поступил на механико-математический факультет МГУ. Учёба была прервана на несколько лет из-за участия в Великой Отечественной войне. Был шофёром, механиком-водителем танка, награждён медалью «За отвагу» и орденом «Красной Звезды» (14 мая 1945). Окончил факультет в 1949 году, однокурсниками были А. М. Васильев, Л. И. Камынин, Б. М. Малышев, Е. Б. Пасько, Г. Г. Черный, В. А. Якубович.
В 1952 году окончил аспирантуру этого факультета (научный руководитель — И. Г. Петровский) и защитил кандидатскую диссертацию.
В 1970 году защитил докторскую диссертацию.
Профессор Московского физико-технического института, главный научный сотрудник Института прикладной математики им. М. В. Келдыша РАН.
Жена — Наталия Петровна (урожд. Сахарова, 1923—2014).
Скончался 22 февраля 2018 года.

## Основные монографии
- Рябенький В.С., Филиппов А.Ф. Об устойчивости разностных уравнений. Москва:  Гостехиздат, 1956. 
  - Перевод: V.S. Ryaben'kii, A.F. Filippov, Uber die Stabilitat von Differentialgleichungen, VEB Deutscher Verlag der Wissenschaften, Berlin, 1960 (оказалась первой в мире монографией об устойчивости разностных схем).
- Рябенький В.С., Годунов С.К. Разностные схемы. М.: Наука, 1977 
  - Перевод: S.K. Godunov, V.S. Ryaben'kii, Difference schemes, Nort-Holland, 1987.
- Рябенький В.С. Метод разностных потенциалов для некоторых задач механики сплошных сред. М.: Физматлит, 1987. С. 320.
- Рябенький В.С. Метод разностных потенциалов и его приложения, М., Физматлит, 2002, с. 420 
  - Перевод: V.S. Ryaben'kii, Method of difference potentials and its applications, Springer Verlad, 2002, pp. 538.

### Учебные пособия
- Годунов С.К., Рябенький В.С. Введение в теорию разностных схем, М.: Физматлит, 1962.
  - Перевод: S.K. Godunov, V.S. Ryaben'kii, The theory of difference schemes, an infroduction, Nort-Holland publishing company, Amsterdam, 1964
- Сборник задач по основам вычислительной математики / Под общ. ред. чл.-корр. АН СССР О. М. Белоцерковского; М-во высш. и сред. спец. образования РСФСР. Моск. физ.-техн. ин-т. — М.: МФТИ, 1974. — 20 см.
  - Ч. 1 / Авт. коллектив: В. И. Косарев, О. Л. Косарева, Н. П. Онуфриева [и др.]. — 1974. — 150 с. : ил.
  - Ч. 2 / Авт. коллектив: В. С. Рябенький, Н. П. Онуфриева, В. Б. Пирогов [и др.]. — 1977. — 117 с. : ил.
- Рябенький В.С. Введение в вычислительную математику, М.: Физматлит, 2000, с. 300
- Иванов В. Д., Косарев В. И., Лобанов А. И., Петров И. Б., Пирогов В. Б., Рябенький В. С., Старожилова Т. К., Утюжников С. В., Холодов А. С. Лабораторный практикум «Основы вычислительной математики». М.: МЗ Пресс, 2003. 192 c.

## Награды
- Медаль «За отвагу» (1944)[9]
- Орден Красной Звезды (1945)[9]
- Заслуженный деятель науки РФ (2005)
- Премия имени И. Г. Петровского РАН (2007) — за монографию «Метод разностных потенциалов и его приложения»